# 穗序蔓龙胆
穗序蔓龙胆（学名：Crawfurdia speciosa），为龙胆科蔓龙胆属下的一个植物种。其种加词“speciosa”意为“外表美丽的”。